# Эль-Лимон (Халиско)
Эль-Лимон (исп. El Limón) — посёлок в Мексике, в штате Халиско, входит в состав одноименного муниципалитета и является его административным центром. Численность населения, по данным переписи 2020 года, составила 3125 человек.

## Общие сведения
Название El Limón дано по названию травы, растущей на болотах в этой местности.
В октябре 1525 года племянник Эрнана Кортеса, конкистадор Франсиско Кортес, приехав из Колимы, остановился в этой местности, раздав земли аборигенам.
В 1526 году земли находились под управлением энкомендеро Педро Гомеса и Мартина Монхе.
8 февраля 1728 года была основана «старая» асьенда Лимон (Лимон-Вьехо).
В декабре 1817 — январе 1818 года местные жители покинули Лимон-Вьехо, основав ранчо Лимон-Нуэво, ближе к царской дороге и водным ресурсам.
После смерти землевладельца Хуана Висенте Росалеса ранчо несколько раз меняло хозяев, позднее став деревней Эль-Лимон, входящей в разные годы в разные муниципалитеты.
В 1893 году Эль-Лимон получил статус посёлка, а в 1921 году был образован одноимённый муниципалитет с административным центром в этом посёлке.
Эль-Лимон расположен в 190 км к юго-западу от столицы штата, города Гвадалахара, в 15 км от федеральной трассы 80 по автодороге 429.

## Население
| Год  | Численность | Численность |
| ---- | ----------- | ----------- |
| 2000 | 3147        | [ 7 ]       |
| 2010 | 3102        | [ 8 ]       |
| 2020 | 3125        | [ 9 ]       |